# Wenyan (köpinghuvudort i Kina, Zhejiang Sheng, lat 30,13, long 120,17)
Wenyan är en köpinghuvudort i Kina. Den ligger i provinsen Zhejiang, i den östra delen av landet, omkring 14 kilometer söder om provinshuvudstaden Hangzhou. Antalet invånare är 44 453. Befolkningen består av 21 449 kvinnor och 23 004 män. Barn under 15 år utgör 12,0 %, vuxna 15-64 år 81 %, och äldre över 65 år 6,0 %.
Runt Wenyan är det mycket tätbefolkat, med 1 463 invånare per kvadratkilometer. Närmaste större samhälle är Hangzhou, 18,5 km norr om Wenyan. Trakten runt Wenyan består till största delen av jordbruksmark.
Genomsnittlig årsnederbörd är 1 869 millimeter. Den regnigaste månaden är juni, med i genomsnitt 328 mm nederbörd, och den torraste är november, med 74 mm nederbörd.